# Frederik Willem van Saksen-Meiningen
Frederik Willem van Saksen-Meiningen (Ichtershausen, 16 februari 1679 - Meiningen, 10 maart 1746) was van 1743 tot aan zijn dood hertog van Saksen-Meiningen. Hij behoorde tot de Ernestijnse linie van het huis Wettin.

## Levensloop
Frederik Willem was de vijfde zoon van hertog Bernhard I van Saksen-Meiningen en diens eerste echtgenote Maria Hedwig, dochter van landgraaf George II van Hessen-Darmstadt. 
Omdat zijn vader er niet in geslaagd was om het eerstgeboorterecht in te voeren, had hij na de dood van zijn vader in 1706 recht op de medeheerschappij in Saksen-Meiningen. De weinig begaafde en volledig onzelfstandige Frederik Willem deed echter zowel in 1707 als in 1717 afstand van zijn rechten ten voordele van zijn oudere broer Ernst Lodewijk I, die naar de alleenheerschappij streefde.
Na de dood van Ernst Lodewijk I in 1724 werd hij samen met hertog Frederik II van Saksen-Gotha-Altenburg aangesteld tot regent van diens minderjarige zonen Ernst Lodewijk II en Karel Frederik. Frederik Willem was volledig van Frederik II afhankelijk, die daardoor grote regeringsinvloed verwierf. Ondertussen protesteerde zijn halfbroer Anton Ulrich tegen de regeling van Ernst Lodewijk I. Na het overlijden van Frederik II van Saksen-Gotha-Altenburg in 1732 nam Anton Ulrich diens functie als mederegent in. 
Na de dood van Karel Frederik in 1743 werden Frederik Willem en Anton Ulrich hertogen van Saksen-Meiningen. In maart 1746 stierf hij op 67-jarige leeftijd, ongehuwd en kinderloos. Zijn halfbroer Anton Ulrich regeerde vanaf dan alleen over Saksen-Meiningen.